# Hugh Syme
Hugh Syme är en kanadensisk konstnär som gjort många skivomslag till bland andra Iron Maiden, Megadeth och Rush.